# Río Bunyakuru Creek
Bunyakuru Creek es un curso de agua en Guyana a 5 km al norte de la localidad de Saxacalli, en la Región de Islas Esequibo-Demerara Occidental. Se encuentra dentro de la reclamación venezolana de la Guayana Esequiba
En la zona predomina el clima tropical monzónico. La temperatura media anual en la zona es de 22 °C. El mes más cálido es marzo, cuando la temperatura promedio es de 24 °C, y el más frío es febrero, con 21 °C. La precipitación media anual es de 2.448 milímetros. El mes más lluvioso es mayo, con un promedio de 349 mm de precipitación, y el más seco es marzo, con 56 mm de precipitación.